# Diözesane Immobilien-Stiftung

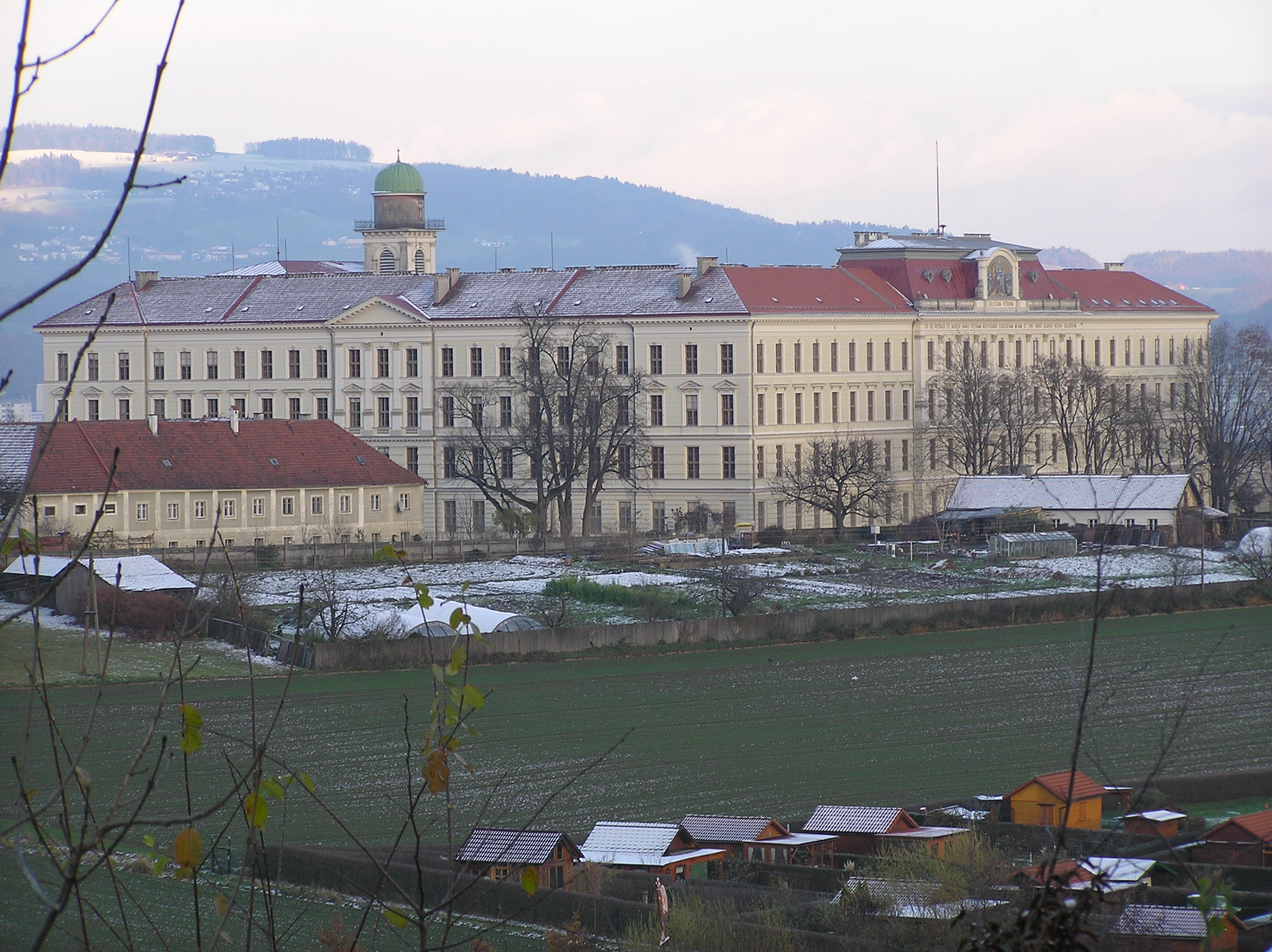
Das im Eigentum der Diözesanen Immobilien-Stiftung befindliche Petrinum in Linz

Die Diözesane Immobilien-Stiftung ist ein im Jahr 1856 vom Linzer Bischof Franz Joseph Rudigier unter dem damaligen Namen Diöcesan Hilfsfonds gegründeter kirchlicher Rechtsträger mit Sitz in Linz. Die Bündelung von Liegenschaften kirchlicher Rechtsträger und ihre Zuführung zu einer adäquaten Nutzung sind Zweck und Hauptgeschäftsfeld der Stiftung.
In ihrer heutigen Form besteht die Stiftung seit 2013 durch Fusion des Diözesanhilfsfonds unter Bischof Ludwig Schwarz mit der zur Diözesanen Immobilien-Stiftung umbenannten Stiftung St. Severin der Diözese Linz. Neben eigenen Liegenschaften verwaltet die Stiftung auch Immobilien anderer kirchlicher Rechtsträger der Diözese Linz, wie z. B. des Bistums Linz, des Domkapitels Linz und der Pfarrpfründen.

## Eigentum
Die Diözesane Immobilien-Stiftung ist u. a. Eigentümerin der Liegenschaften:
- Bischöfliches Gymnasium Petrinum, Linz, mit Leisenhof, Holzingergütl, Wald und Landwirtschaft entlang des Kreuzwegs am Pöstlingberg
- Private Pädagogische Hochschule der Diözese Linz, Linz
- Diözesanfinanzkammer, Hafnerstraße 18 und 20, Linz
- Gebäude und Liegenschaften rund um den Mariä-Empfängnis-Dom, Linz
- Adalbert-Stifter-Gymnasium (Linz)
- Ursulinenkirche (Linz)
- Don-Bosco-Kirche (Linz)
- Pfarrkirche Treffling, Engerwitzdorf
- Obstgut St. Isidor, Leonding
- Grafengut, Nußdorf am Attersee
- Stephaneum, Bad Goisern
- Bildungshaus Schloss Puchberg, Wels
- Bildungshaus Maximilianhaus, Attnang-Puchheim
- land- und forstwirtschaftliche Güter in Ober- und Niederösterreich